# Tóth Ferenc (katona)
székelyi Tóth Ferenc báró (franciául: François baron de Tott) (Chamigny, 1733. augusztus 17. – Tarcsafürdő, 1793. szeptember 24.) magyar származású francia katonatiszt, diplomata.

## Élete

### Származása, fiatalkora
Apja, Tóth András a Rákóczi-szabadságharcban Rákóczi apródjaként Forgách Simon tábornagy mellett teljesített szolgálatot, majd később emigrált, és több viszontagság után Franciaországban kötött ki, ahol a Bercsényi huszárezredben teljesített szolgálatot. François már francia földön született Chamignyban, és 9 évesen ő is belépett a Bercsényi huszárezredbe, mint kornétás, és az osztrák örökösödési háborúban 1747-ben a lauffeldi csatában megsebesült. Az idős Tóth András, – aki nemcsak diplomáciai és toborzó tevékenységet végzett, de a rodostói emigráció ügyében is próbált eljárni – az Oszmán Birodalomba magával vitte fiát, François-t, hogy megtanuljon törökül, és ő is folytathassa azt a munkát, amit apja végzett a francia diplomácia szolgálatában. A fiatal François Konstantinápolyban tanult egy tolmácsképzőben, ahol a török nyelv elsajátítása mellett alaposan megismerkedett az oszmán szokások és az oszmán típusú kormányzati berendezkedés sajátosságaival.

### Diplomáciai, katonai pályafutása
Az első diplomáciai megbízatásra 1766-ban került sor – egy számára ismeretlen terepen – a Neuchâteli Hercegségben, ahol voltaképpen hírszerzői tevékenységet folytatott. Majd 1767-ben a krími tatár kán udvarába küldték, mint konzult. Itt a küszöbön álló orosz–török háborúban fontos ütközőzónában teljesített szolgálatot. 1769–ben a Krími Tatár Kánság nem tartott igényt szolgálataira tovább, így de Tott báró Isztambulba utazott további utasításokra várva a párizsi udvartól. 
1769. április 11-én érkezett meg. A szultán, III. Musztafa olasz orvosának és apja barátainak révén sikerült közel kerülnie az uralkodóhoz és belső köréhez, és megbízást kapott a Bonneval pasa (Claude Alexandre de Bonneval) által megkezdett hadügyi reform folytatására. Elsősorban az oszmán haderő tüzérségének fejlesztését kapta feladatul; a tüzérség európai hadszíntereken megismert újításait kellett bevezetni az Oszmán Birodalomban.
Mikor 1770-ben a török tengeri flotta vereséget szenvedett a Grigorij Grigorjevics Orlov admirális vezette orosz flottától, a Dardanellák felé nyitva állt az út. Tott báró számára fő feladat ekkor még az itt található erődrendszer megerősítése volt. Miután Tott vezetésével sikerrel verték vissza az orosz csapatok támadásait, hozzáfogtak az erődítési munkálatoknak; az erődöket francia segítséggel új ágyúállásokkal látták el.
A Dardanellák védelme után a legfontosabb feladat a török tüzérség reformja volt. A meglévő tüzérségi haderőt európai – vagy, ha pontosak akarunk lenni – francia mintára kívánta átalakítani: francia típusú gyorstüzelésű, úgynevezett système Gribeauval ágyúk öntése, a tüzérség oktatására alkalmas iskolák létesítése voltak ennek a programnak a főbb pontjai.
„Tott báró néhány napja a kajmakám és más portai hivatalnokok előtt bemutatott egy francia módra felszerelt ágyút, amelyet ő készíttetett. A próbalövések során sikerült a percenkénti három lövést is elérnie a török tüzéreknek. E gyors lövéssorozat olyan csodaszerűen hatott, hogy nemcsak a jelenlévő oszmán miniszterek, hanem a bámészkodó tömeg is el volt ragadtatva tőle. Rögtön ki is tűzték a következő próbalövés időpontját, amelyen egy helyett öt ágyút fognak kipróbálni. Erre ma kerül sor. Biztosnak tűnik az is, hogy az eseményen a Nagyúr is részt vesz majd inkognitóban, vagy nyilvánosan."
 Ezenkívül pontonhidak építését is megrendelték tőle, és közvetlen irányítása alá rendeltek egy gyorstüzelésű tüzérségi egységet (szüratcsi). Azonban hiába állított fel újabb ágyúöntő üzemeket, és készített hatékony terveket a Boszporusz erődítést illetően, a sikerek gyanússá tették személyét: a már kialakult hadügyi struktúrában sok irigye támadt. E néhány esztendő Konstantinápolyban jelentette a katonai pályája csúcsát, mert 1776-ban hazarendelték Franciaországba.

### Hazatérése, és emigrációja

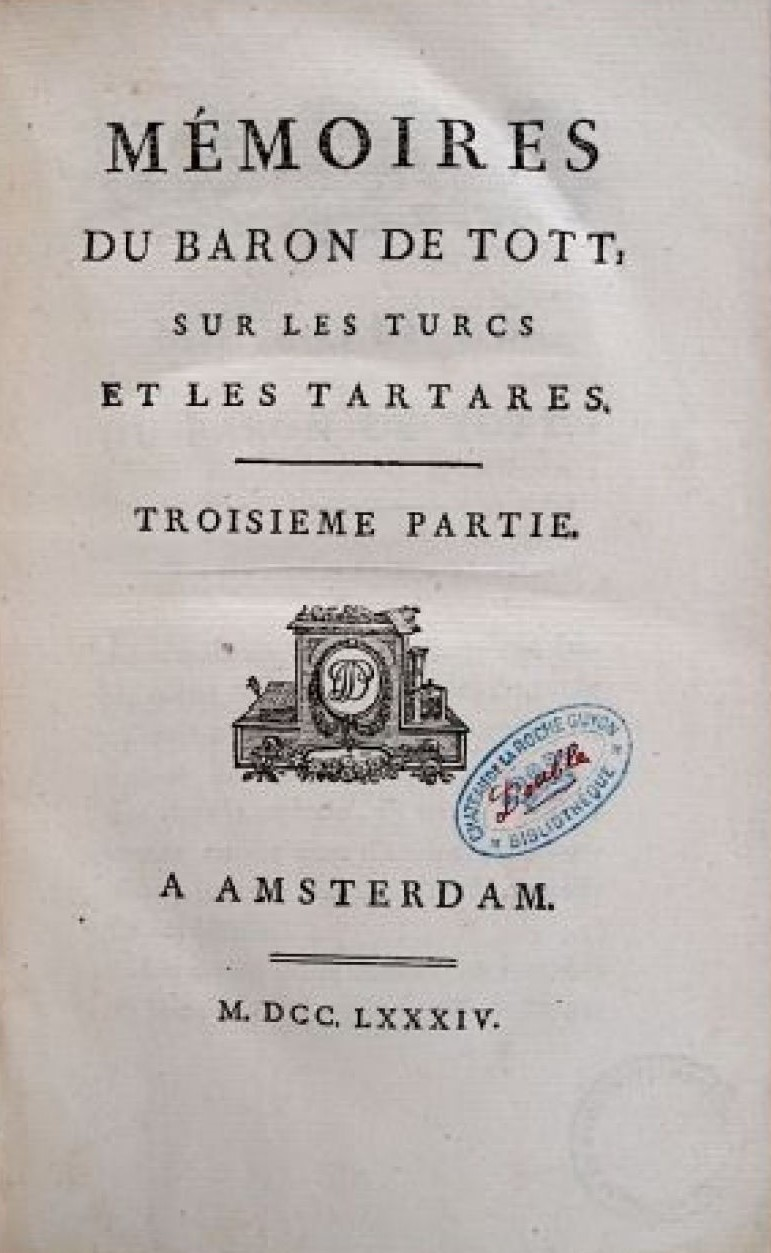
1784-ben megjelent emlékiratai

Hazatérve tervet készített Egyiptom franciák általi elfoglalására, mely terület elfoglalása nemcsak gazdaságilag lett volna fontos Franciaország számára, hanem az Indiába tartó kereskedelmi utak lerövidítését is jelentette volna. Sajnálatos módon a terv nem találkozott a francia külügy éppen aktuális irányával, mely az Oszmán Birodalom integritásában volt érdekelt. 1790-ben a francia forradalom miatt emigrált, lévén, köztudottan az ancien régime embere, mikor kitört a forradalom Douai katonai parancsnoka volt. Először Svájcban töltött el egy kis időt lányánál, majd Bécsben találkozott Batthyány Tódorral, a tehetős és az új találmányok, valamint a felvilágosult eszmék iránt érdeklődő gróffal, aki meghívta a bárót Vas vármegyei tarcsafürdői birtokára. A báró tarcsafürdői tartózkodása alatt nem élt teljesen elszigetelten. Bizonyíthatóan kapcsolatban állt a Szombathelyen tanító Kultsár István tanárral, aki 1794-ben a helybéli nyomdában kiadta Mikes Kelemen klasszikus művét. 1793-ban halt meg.
A tarcsafürdői lakosok 1972-ben szimbolikus sírt emeltek a helyi temetőben emlékének adózva.

## Művei
- Mémoires du baron de Tott sur les Turcs et les Tartares Amszterdam, 1784[13]

### Magyarul
- Tocsek Helén: A bujdosó fia. Nyitrai báró Tóth Ferenc eredeti "Emlékiratai" nyomán az érettebb ifjuság számára; Méhner, Bp., 1892 (Mária Dorothea-Egylet könyvtára)
- Herman Ottó: Úti rajzok és természeti képek; François de Tott alapján, sajtó alá rend. Révy Ferenc; Méhner Ny., Bp., 1894 (A Mária Dorothea-Egylet könyvtára)
- François baron de Tott emlékiratai a törökökről és a tatárokról; tan., szerk. Tóth Ferenc, jegyz. Ivanics Mária; Vasi Szemle, Szombathely, 2008